# آنی سامسونیان
آنی داجاتی سامسونیان (ارمنی: Անի Տաճատի Սամսոնյան؛ زادهٔ ۱۰ فوریهٔ ۱۹۹۰) سیاست‌مدار اهل ارمنستان است. وی نماینده دوره هفنک مجلس ملی جمهوری ارمنستان بود. سامسونیان بین سال‌های ۲۰۱۱ تا ۲۰۱۳ در بخش روابط بین‌الملل در مرکز بین‌المللی علوم و آموزش فرهنگستان ملی علوم ارمنستان تحصیل نموده‌است. وی عضو حزب ارمنستان روشن می‌باشد. وی پیشتر بین سال‌های ۲۰۱۸ تا ۲۰۱۹ عضو شورای شهر ایروان بود.

## زندگی‌نامه
وی در ۱۰ فوریه ۱۹۹۰ در ایروان به دنیا آمد و از دانشگاه دولتی علوم پرورشی خاچاطور آبوویان ارمنستان و فرهنگستان ملی علوم ارمنستان فارغ‌التحصیل گشت. 